# 電波工業高等専門学校
電波工業高等専門学校（でんぱこうぎょうこうとうせんもんがっこう）とは、工業分野のうち、主に電波に関する学科を置いている高等専門学校（高専）のことである。電波高等専門学校（でんぱこうとうせんもんがっこう）と呼ばれることもあり、略語は主に電波高専（でんぱこうせん）。
修業期間は一般の高等専門学校と同じ5年間。前身は、国立電波高等学校。昭和46年の学校教育法の改正により、高等専門学校に昇格した。

## 歴史
電波工業高等専門学校の前身の国立電波高等学校は、国立大学法人の電気通信大学と同様に、戦前には無線電信講習所として逓信省所管であったが、1948年（昭和23年）の学制改革により、国立の職業高等学校として文部省（現・文部科学省）に移管されたもので、三年制の本科の上に一カ年の専攻科、別途、一カ年の第一別科，第二別科が設けられていた。
本科は、高等普通教育並びに二級無線通信士程度に関する専門教育を施す課程であり，専攻科はさらに高度の専門教育を施す課程で、別科は、それぞれ二級ないし三級の通信士程度の教育を行なうものであった。
しかし、1958年（昭和33年）に無線従事者国家試験の内容、程度が高くなった改正が行われたことにより、一級は大学卒、二級は短大卒、三級は高校卒程度となり、国立電波高等学校が目標としている一級もしくは二級の無線従事者資格を卒業時に取得することが困難になった。
さらに、1967年（昭和42年）8月に改正された電波法及び船舶職員法の施行により、外航船舶には一級無線通信士一名を必置することとなり、求人数が最も多い海運界の要請に応えるためには、従来の“本科三年＋専攻科一年”の教育では要求を満たし得ないという背景もあって、1961年（昭和36年）に制定された高専の制度の枠組に国立電波高等学校も入れられ、1971年（昭和46年）入学者から5年制の電波工業高等専門学校に改組。国立電波高等学校は1973年（昭和48年）に本科、1974年（昭和49年）に専攻科を閉科して廃校となった。
21世紀に入ると、船舶FAXや無線LANやICタグなどの無線機器の普及で無線従事者の需要は船舶から高度情報通信産業へシフトし、それに対応した高専の高度化再編に伴い、2009年（平成21年）10月1日、同じ県内の工業高専と統合したため、電波高専と言う枠組みはなくなった。

## 電波工業高等専門学校の一覧
電波工業高等専門学校は日本全国に3校あり、2009年10月、
- 旧）仙台電波工業高等専門学校 → 現）仙台高等専門学校 広瀬キャンパス
- 旧）詫間電波工業高等専門学校 → 現）香川高等専門学校 詫間キャンパス
- 旧）熊本電波工業高等専門学校 → 現）熊本高等専門学校 熊本キャンパス

に、統合再編された。